# Кирил Петров – Киката
Вижте пояснителната страница за други личности с името Кирил Петров.
Кирил Василев Петров – Киката е български художник, график

## Биография
Кирил Петров е роден на 2 май 1961 година в град Варна. От 1982 до 1987 година учи във Великотърновския университет „Св. св. Кирил и Методий“ специалност графика, но не завършва. Работи в областта на експерименталната рисунка, смесена техника, карикатура. Използва ултравиолетово осветление за експозициите си. Основател е на емблематичната глерия CUBO Gallery на плажа във Варна.
Киката е известен варненски бохем, който местната публика познава от екстравагантните му изложби и културни прояви.